# Lorena Chaves
Lorena Chaves de Faria, mais conhecida como Lorena Chaves (Belo Horizonte, 14 de novembro de 1986) é uma cantora e compositora brasileira.

## Carreira
Em 2008, a cantora ficou em sexto lugar no programa Ídolos, na Rede Record. Após isto, foi convidada a compor e cantar na trilha sonora da telenovela Paraíso, da Rede Globo. Porém, sua canção ficou para Escrito nas Estrelas e  ganhou o título de “Nossa História”.
Em 2013, lançou pela gravadora Som Livre o seu álbum de estreia homônimo, com 12 canções que mesclam MPB e folk, além da participação de Marcos Almeida, vocalista do Palavrantiga na música "Cartão Postal". Em seu lançamento digital no iTunes, chegou a figurar o quinto lugar dentre os mais vendidos no ranking nacional. O lançamento aconteceu no dia 25 de abril no Teatro Bradesco e teve seus ingressos esgotados, lotando a capacidade da casa.
Em 2013, também participou da primeira Virada Cultural de Belo Horizonte, como uma das principais atrações no Palco da Praça Sete, tendo a praça lotada no momento do seu show. O repertório da cantora costuma ser autoral, com músicas que falam de esperança, amor e reflexões sobre o cotidiano e o comportamento humano, como nas faixas "Memórias de um Narciso" e "Admirado Lamentável Cidadão".
Em dezembro do mesmo ano, Lorena foi convidada a compor uma jam session no Festival Som Livre Mulheres juntamente com Ana Cañas, Thais Gulin e Jesuton no Sesc Palladium, em Belo Horizonte. Lorena já dividiu o palco com cantores como Preta Gil, Paula Lima, Thiago Martins e Raoni Carneiro. Sua turnê já passou por várias cidades do Brasil como Teresina, Vitória da Conquista, Maringá, Fortaleza, Macaé, Brasília, Goiânia, entre outras localidades.
Em 2014, iniciou a Turnê Voz e Violão e se apresentou em vários teatros pelo Brasil. No final do mesmo ano, se apresentou juntamente com o cantor Tiago Iorc em Ipatinga e Ouro Preto.[carece de fontes?]
No inicio de 2015, Lorena lançou um single chamado "Dança", uma composição em parceria com Marcos Almeida.
Em maio de 2016, a cantora lançou o álbum Em Cada Canto de forma independente. Em agosto do mesmo ano, a cantora iniciou a turnê 1 Palco 2 Shows, em que ela e Marcos Almeida dividem o palco.
No dia 29 de novembro de 2019, Lorena lançou nas plataformas digitais seu mais recente álbum inédito, intitulado Petricor.

## Discografia

### Álbuns de estúdio
- 2013: Lorena Chaves
- 2016: Em Cada Canto
- 2019: Petricor

### Singles
- 2015: Dança